# ФК Белчке ШЕ

ФК Белчкеји ШЕ (мађ. Bölcskei Sport Egyesület), је мађарски фудбалски клуб. Седиште клуба је у Белчки, Толна, Мађарска. Боје клуба су црвена и бела. Тим се такмичи у НБ III и Жупанијској лиги Толна I. Своје домаће утакмице играју на спортском игралишту Белчке.

## Достигнућа
Жупанијска лига група Толна I.
- Шампион: 2009/10.